# Mykolajiwka (Krywyj Rih, Karpiwka)
Mykolajiwka (ukrainisch Миколаївка; russisch Николаевка Nikolajewka) ist ein Dorf  in der Ukraine mit 2018 nur noch 8 Einwohnern.
Das im Untergang begriffene Dorf liegt im Rajon Krywyj Rih in der zentralukrainischen Oblast Dnipropetrowsk am Inhulez.
Der Ort grenzt im Nordwesten an den Rajon Inhulez, den südlichsten Rajon der Stadt Krywyj Rih und im Nordosten an das Gemeindegebiet des ehemaligen Rajonzentrum Schyroke.
Die in der zweiten Hälfte des 18. Jahrhunderts gegründete Ortschaft trug bis 1901 den Namen Bolschoje Seromaschinoje (Большое Серомашиное), danach bis zur Erhebung des Ortes zu einer Siedlung städtischen Typs im Jahre 1957 den Namen Koselskoje (Козельское).
Durch die Expansion des nordwestlich angrenzenden Tagebaus ist der Ort fast komplett abgesiedelt, am 16. August 2019 wurde ihr der Status einer Siedlung städtischen Typs abgesprochen und sie wieder zum Dorf herabgestuft.
Am 27. April 2017 wurde der Ort ein Teil der neugegründeten Landgemeinde Karpiwka (Карпівська сільська громада/Karpiwska silska hromada), bis dahin bildete er zusammen mit den Dörfern Karpiwka, Rosiwka (Розівка), Schyroka Datscha (Широка Дача), Selenyj Haj (Зелений Гай), Tychyj Staw (Тихий Став), Wyschnewe (Вишневе) und Zitkowe (Цвіткове) die gleichnamige Siedlungsratsgemeinde Mykolajiwka (Миколаївська селищна рада/Mykolajiwska selyschtschna rada) im Südosten des Rajons Schyroke.
Am 17. Juli 2020 kam es im Zuge einer großen Rajonsreform zum Anschluss des Rajonsgebietes an den Rajon Krywyj Rih.